# ژرمن شپرد قدیمی
ژرمن شپرد قدیمی (به انگلیسی: Old German Shepherd Dog)، نام یکی از نژادهای سگ است که خاستگاه آن به آلمان بازمی‌گردد.